# Cordwainer Smith
Cordwainer Smith (születési neve: Paul Linabarger) (Milwaukee, Wisconsin, 1913. július 11. – Baltimore, Maryland, 1966. augusztus 6.) amerikai sci-fi-szerző.

## Élete
Szoros szálak fűzték Kínához, apja politikai kapcsolatai miatt. Hat nyelven folyékonyan beszélt. A második világháborúban a lélektani hadviselés szakértője volt.

## Munkássága
Jellemzően novellákat írt, csak egy regénye jelent meg.
- 1951 Hugo-díjas rövid kisregények  (Retro Hugo-díj): Scanners Live in Vain jelölt
- 1965 Nebula-díjas kisregények: On the Storm Planet jelölt
- 1965 Hugo-díjas regények: The Planet Buyer jelölt